# Turkse Federatie Nederland
De Turkse Federatie Nederland (Turks: Hollanda Türk Federasyon) is een Nederlandse vereniging die een emotionele band heeft met de in Turkije gevestigde MHP (Partij van de Nationalistische Beweging). TFN dient als koepelorganisatie voor circa vijftig Turks-Nederlandse sub-organisaties. Hun gemene deler is het Turkse nationalisme, dat gebaseerd is op taal, cultuur en gewoonten, niet op etniciteit. Daarnaast delen alle organisaties binnen TFN dezelfde liefde voor de democratische samenleving en voor Nederland. Critici relateren de TFN aan rechts-nationalistisch geweld. De organisatie wordt door media als 'extreemrechts' betiteld. De TFN is sinds 2013 lid van het Contactorgaan Moslims en Overheid (CMO). De organisatie werd tot 2002 gemonitord door de AIVD.

## Doel
De vereniging heeft ten doel het behartigen van de belangen van haar leden, te weten verenigingen en stichtingen, die zich sterk maken voor de Turkse gemeenschap in Nederland daaronder begrepen het versterken van de sociaal economische positie van Turken in Nederland, het leveren van een bijdrage aan de emancipatie en integratie van Turken in Nederland en het beleven van de Turkse Cultuur, in de ruimste betekenis, waarbij geen onderscheid gemaakt mag worden in huidskleur, religie en ras. De Turkse Federatie streeft er naar opheffing van de maatschappelijke achterstandspositie van de Turkse migranten in de Nederlandse samenleving.

## Geschiedenis
De eerste organisatie werd door aanhangers van de Turkse politicus Alparslan Türkes opgericht in 1976 onder de naam Idealistische Arbeiders Vereniging (HUTID), Deze organisatie keerde zich tegen het communistische gevaar en werd na een paar jaar ontbonden. Er waren vervolgens verschillende opvolgers die allemaal ter ziele gingen. In 1982 werd een nieuwe federatie opgericht, de Federatie van Turkse verenigingen in Nederland (HTDF). Deze is, door inmenging van de toenmalige Turkse politiek, in 1986 gestopt. In 1995 werd de Turkse Federatie Nederland (TFN) opgericht. Uit onderzoek van de toenmalige BVD is meermalen naar voren gekomen dat leden van de TFN via politieke partijen lid zijn van vertegenwoordigende organisaties. In 2000 werd in verband met een onderzoek naar de grijze wolven een inval gepleegd door de politie aan de Amsterdamse Zeeburgdijk en nam het ledenbestand van de TFN in beslag. De TFN zelf ontkent banden te hebben met de Grijze wolven.

## Kritiek
Er is kritiek op de werkwijze van de vereniging. Na publicatie van het boek 'Grijze Wolven, een zoektocht naar Turks extreem rechts' van Stella Braam en Mehmet Ülger in 1997 werd door toenmalig minister Hans Dijkstal een onderzoek ingesteld naar de Grijze Wolven/TFN. Hieruit bleek volgens de minister; "Enerzijds geven zij aan, overeenkomstig de statutaire doelstellingen van de federatie, een op integratie gericht beleid na te streven. Anderzijds is gebleken dat zij intern het gedachtegoed omarmen van de MHP en in werkelijkheid functioneren als een in Nederland gevestigd verlengstuk van deze Turkse partij." De vereniging wordt door verschillende organisaties en personen bestempeld als fascistisch en nationalistisch.
Tijdens een Tweede Kamer hoorzitting met Turks/Nederlandse organisaties in 2016 verdedigde voorzitter Murat Gedik de standpunten van de TFN. Turkse organisaties werden gevraagd om toelichting te geven over hun organisatie en eventuele (financiële) banden met de Turkse overheid. Hij gaf aan dat de term 'Grijze Wolven' cultureel verbonden is aan de TFN. Onder leiding van Gedik is gekozen voor de koers ‘middenin de maatschappij’. 'Wij willen niet langer langs de zijlijn staan en behandeld worden alsof we extremisten zijn. Waar eerst in overheidskringen nog werd gesproken van ‘Turks extreemrechts’ en onze organisatie ten onrechte werd gemonitord door de diensten, is daar sinds 2003 al geen sprake meer van, onder andere omdat bleek dat TFN geen gevaar vormt voor de democratische rechtsorde en samenleving'. In 2018 was de Vlaardingse partij ONS verbolgen over een bezoek van de Turkse Federatie Nederland aan de Vlaardingse burgemeester. De Antifascistische onderzoeksgroep Kafka noemt de TFN extreemrechts. In april 2018 kwam de TFN negatief in het nieuws door een bijeenkomst in Nijmegen. Dat jaar kwam ook een Turks festival in Arnhem onder vuur te liggen vanwege het 'Fascistisch' karakter. De organisatie was in handen van de TFN. Hierover werden kamervragen gesteld door de SP. In Arnhem heet de plaatselijke tak van TFN 'Hoca Ahmed Yesevi vereniging' (Haykem). De Türkiyem moskee en de Hoca Ahmet Yesevi-moskee in de wijk Presikhaaf vallen onder TFN.

## Aanslagen
In 2010 werd de Ayasofya Moskee in Dordrecht beschoten. Datzelfde jaar werd er tweemaal brand gesticht bij de Türkiyem moskee in Arnhem. Ook in 2017 was de Türkiyem moskee doelwit van brandstichting. 
In 2015 werden er op twee gebouwen van de TFN aanslagen gepleegd met Molotov-cocktails. Op 23 juni 2016 werd de Ayasofya Moskee in Dordrecht aangevallen, vermoedelijk door Koerden.